# Iwona Sowińska-Grabowski

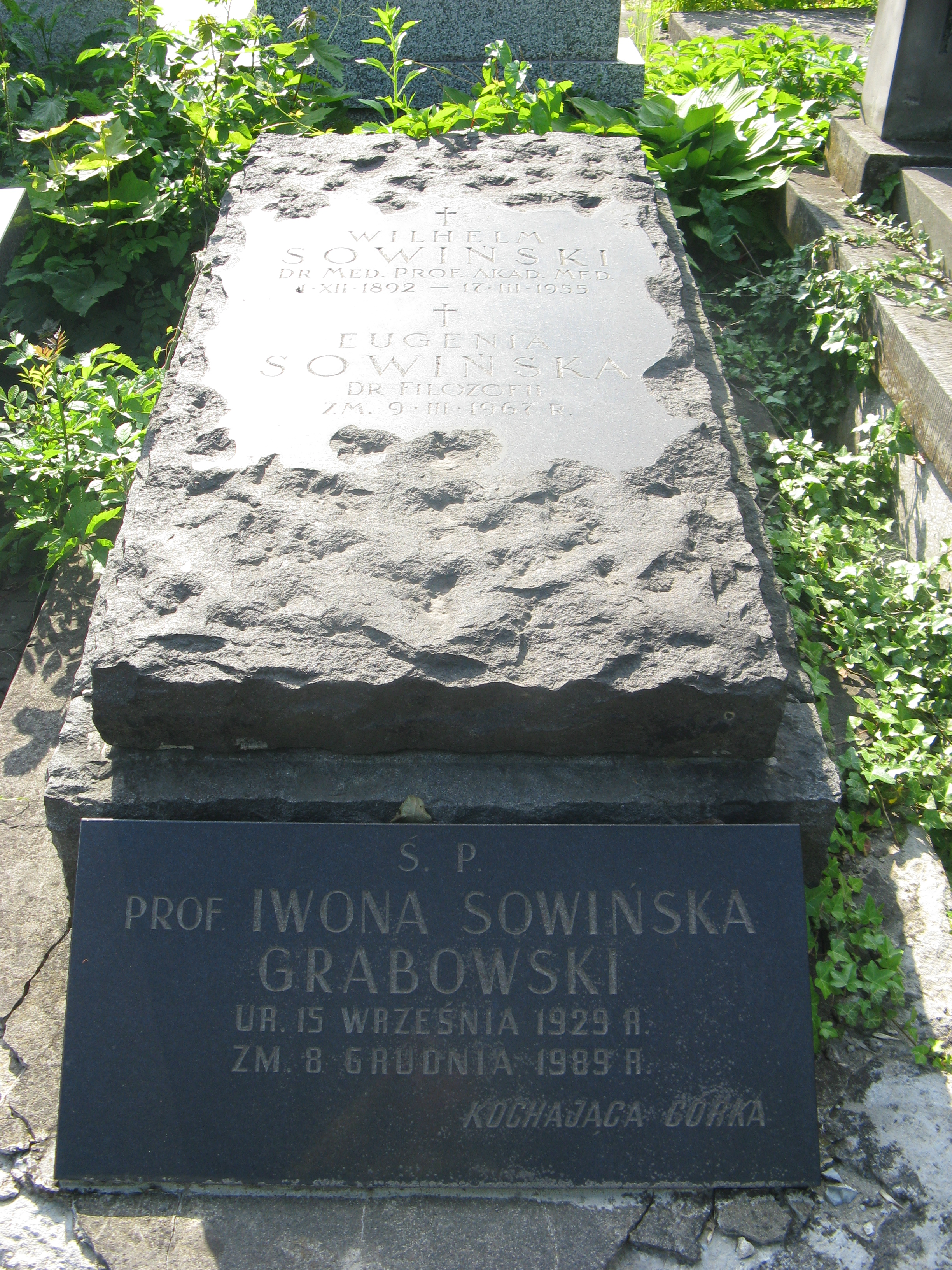
Grobowiec rodziny Sowińskich na cmentarzu Powązkowskim w Warszawie

Iwona Sowińska-Grabowski, w młodości Szenwic (ur. 15 września 1929 w Warszawie, zm. 8 grudnia 1989) – polska filolożka z zakresu slawistyki i anglistyki.

## Życiorys
Córka profesora medycyny Wilhelma Sowińskiego i jego żony Eugenii, która była doktorem filozofii. Ukończyła studia z zakresu slawistyki oraz filologii angielskiej i romanistyki na Uniwersytecie Warszawskim, a następnie obroniła tam pracę doktorską ze slawistyki. Od 1953 przez pięć lat pracowała na uczelni na stanowisku asystenta, w 1958 emigrowała do Kanady. Po kilku latach pobytu nostryfikowała dyplom i rozpoczęła pracę wykładowcy na York University w Toronto, w 1969 otrzymała tytuł assistant profesor (odpowiednik polskiego profesora nadzwyczajnego). Prowadziła badania nad wpływami języka angielskiego na język polski, należała do wielu towarzystw i organizacji naukowych m.in.
- Polskie Towarzystwo Naukowe na Obczyźnie;
- Polski Instytut Naukowy w Ameryce.

Została pochowana w grobie rodzinnym na Starych Powązkach (kwatera 82-1-22). 